# ブラジルフットサルエイド
ブラジルフットサルエイド（Brasil Futsal Aid）は、日本ブラジル交流年を記念して生まれたチャリティブランドである。

## 概要
2008年に発足。

### 主催団体
株式会社 CASCAVEL FUTSAL CLUBE

### 企画日程
2008年4月1日～
（日伯交流年記念事業期間2008年4月1日～12月31日）
（ブラジルフットサルエイドは継続的に行う）

### 開催場所
町田市、日本各地

### 実施内容
（1）ブラジルの豊かな文化の紹介
（2）ブラジルテイスト溢れるオリジナルグッズの販売
（3）収益の一部をブラジルの子どもに寄付